# Leptogorgia alba
Leptogorgia alba är en korallart som beskrevs av Duchassaing och Giovanni Michelotti 1864. Leptogorgia alba ingår i släktet Leptogorgia och familjen Gorgoniidae. Inga underarter finns listade i Catalogue of Life.